# Équanimité
 (mars 2017).
Si vous disposez d'ouvrages ou d'articles de référence ou si vous connaissez des sites web de qualité traitant du thème abordé ici, merci de compléter l'article en donnant les références utiles à sa vérifiabilité et en les liant à la section « Notes et références ».
L’équanimité, égalité d'âme, d'humeur, est une disposition affective de détachement et de sérénité à l'égard de toute sensation ou évocation, agréable ou désagréable.
En tant que résultat d'une pratique spirituelle, ou d'un cheminement de croissance personnelle, ce détachement s'enracine et se stabilise par une acceptation de soi-même et de ses circonstances, passées ou actuelles, un lâcher-prise constant malgré les caprices de sa volonté et de sa réactivité personnelle, ainsi qu'une base de confiance dans le bien-fondé des données de la vie, par une intuition grandissante de leur nature réelle. Ces processus très variables auront fini par élaborer un apaisement intime de l'esprit devant tout désir, peur, etc.

## Philosophie occidentale
Dans la philosophie occidentale, on parle d'ataraxie, « tranquillité de l'âme résultant de la sagesse, en particulier de la modération dans la recherche des plaisirs (Épicuriens), d'une appréciation exacte de la valeur des choses (Stoïciens), de la suspension du jugement (Pyrrhoniens ou Sceptiques). » Le concept d'équanimité est très développé chez les  Stoïciens, y compris dans la tradition romaine liée à Marc Aurèle.
« Zénon voulait que l'on vécût en un calme parfait sans aucune agitation, au fond clair et net, la partie imaginative et passive de l'âme totalement aplanie et régie par la raison », Plutarque.
Le texte de Marc Aurèle Pensées pour moi-même détaille sa philosophie sur le devoir, la mort et la conduite du sage face aux erreurs et à la méchanceté des humains. Pour lui, tout humain a le profond devoir de ne pas s'inquiéter de ce qui ne dépend pas de lui, c'est-à-dire les biens matériels, les honneurs, l'opinion des gens, mais doit en contrepartie se rendre parfaitement maître de ses émotions, avis, opinions et jugements, la seule chose dont il possède un parfait contrôle.
Le texte de Schopenhauer traitant de l’illusion du voile de maya de par son apologie du détachement de l’homme qui élargit son empathie aux autres êtres subissant la souffrance perpétuelle du monde peut également être rattaché à l’équanimité dans la pensée philosophique occidentale. L’homme en question atteint la paix, la tranquillité dans le renoncement et la contemplation des vouloir-vivres extérieurs.

## Jaïnisme
Dans le jaïnisme, l'équanimité est une valeur fondamentale, qui consiste à considérer du même œil toutes les créatures : l'équanimité est la source de la non-violence (ahimsâ), de même que la non-violence est la source du végétarisme.

## Bouddhisme
Dans le bouddhisme les termes upekkhā en pali et upekṣā en sanskrit sont généralement traduits par « équanimité, impartialité ». Comme le précise Nyanatiloka, « upekkhâ, imperturbabilité, ne devrait pas être confondue avec la sensation d'indifférence (adukkham-asukhâ vedanâ). C'est l'une des quatre habitations sublimes (brahma-vihâra) et l'un des facteurs de l'Éveil (bojjhaṅga)... Les quatre habitations sublimes ou spirituelles, appelées aussi les quatre états illimités (appa-maññâ) sont : la bonté toute d'amour (mettâ), la compassion (karunâ), la joie altruiste (muditâ), l'imperturbabilité (upekkhâ)... Les sept facteurs de l'Éveil sont : la présence d'esprit (sati-sam), l'investigation sur la Loi (dhamma-vicaya-sam), l'énergie (viriya-sam), le ravissement (pîti-sam), la tranquillité (passaddhi-sam), la concentration (samâdhi-sam), l'imperturbabilité (upekhâ-sam). » Thích Nhất Hạnh indique que : « Le Bouddha enseigna à Ânanda les six mondes - le bonheur (sukha), la souffrance (dukkha), la joie (mudita), la douleur mentale (domanassa), le lâcher-prise (upeksha) et l'ignorance (avidya) ». Dans ce contexte on entend par lâcher-prise l'impartialité, l'intention de bienveillance aussi bien envers un proche qu'envers un inconnu ou même envers quelqu'un de malveillant à notre égard.